# Koslowka
Koslowka (russisch Козловка, tschuwaschisch Куславкка/Kuslawkka) ist eine Stadt in der Republik Tschuwaschien (Russland) mit 10.359 Einwohnern (Stand 14. Oktober 2010).

## Geographie
Die Stadt liegt etwa 95 km südöstlich der Republikhauptstadt Tscheboksary am rechten Ufer der Wolga, gegenüber der Stadt Wolschsk (Republik Mari El).
Koslowka ist Verwaltungszentrum des gleichnamigen Rajons.

## Geschichte
Das Dorf Koslowka war bereits vor dem 19. Jahrhundert bekannt, erhielt 1938 den Status einer Siedlung städtischen Typs und 1967 Stadtrecht.

### Bevölkerungsentwicklung
| Jahr | Einwohner |
| ---- | --------- |
| 1939 | 05.710    |
| 1959 | 09.363    |
| 1970 | 11.655    |
| 1979 | 11.871    |
| 1989 | 12.708    |
| 2002 | 13.054    |
| 2010 | 10.359    |

Anmerkung: Volkszählungsdaten